# Justin Peters
Justin Peters (* 30. August 1986 in Blyth, Ontario) ist ein ehemaliger kanadischer Eishockeytorwart und derzeitiger -trainer, der im Verlauf seiner aktiven Karriere zwischen 2002 und 2020 unter anderem 83 Spiele für die Carolina Hurricanes in der National Hockey League (NHL) bestritten hat. Zudem absolvierte Peters weitere 329 Partien in der American Hockey League (AHL) und war ebenso in der Kontinentalen Hockey-Liga (KHL) und Deutschen Eishockey Liga (DEL) aktiv.

## Karriere
Justin Peters begann seine Karriere als Eishockeyspieler in der kanadischen Top-Juniorenliga Ontario Hockey League, in der er von 2002 bis 2006 für die Toronto St. Michael’s Majors und die Plymouth Whalers aktiv war. In diesem Zeitraum wurde er im NHL Entry Draft 2004 in der zweiten Runde als insgesamt 38. Spieler von den Carolina Hurricanes ausgewählt.
In der Saison 2006/07 gab der Torwart sein Debüt in der American Hockey League für deren Farmteam, die Albany River Rats, für die er bis 2010 zwischen den Pfosten stand. Zudem absolvierte der Kanadier von 2006 bis 2008 insgesamt 32 Partien für die Florida Everblades aus der ECHL. In der Saison 2010/11 stand Peters als Ersatz für Cam Ward in 12 NHL-Spielen für die Hurricanes zwischen den Pfosten, bevor er zur Saison 2011/12 wieder im Farmteam, nun die Charlotte Checkers, zum Einsatz kam.
Im Juli 2014 wechselte Peters zu den Washington Capitals und unterschrieb dort einen Zweijahresvertrag. Dieser wurde in der Folge nicht verlängert, sodass er sich im Juli 2016 als Free Agent den Arizona Coyotes anschloss. Bei den Coyotes kam Peters zu drei NHL-Einsätzen und verbrachte den Großteil der Saison bei den Tucson Roadrunners. Im Januar 2017 wurde er dann samt Justin Haché an die Dallas Stars abgegeben, die im Gegenzug Brendan Ranford und Branden Troock nach Arizona schickten.
Nach einem kurzen Aufenthalt bei Dinamo Riga in der KHL wechselte er im Oktober 2017 zu den Kölner Haien. In der Saison 2018/19 spielte Peters für die Piráti Chomutov und wechselte nach deren Abstieg im Mai 2019 zu den Bílí Tygři Liberec. Nachdem er im Verlauf der Saison 2019/20 auf Leihbasis auch einige Partien für Liberecs Ligakonkurrenten BK Mladá Boleslav bestritten hatte, beendete er im Sommer 2020 seine aktive Karriere und wurde anschließend als Torwarttrainer von den Belleville Senators aus der AHL verpflichtet.

### International
Peters gehörte bei der Weltmeisterschaft 2014 sowie bei den Olympischen Winterspielen 2018 zum Aufgebot der kanadischen Nationalmannschaft. Dabei blieb er jeweils ohne Einsatz und errang eine olympische Bronzemedaille.

## Erfolge und Auszeichnungen

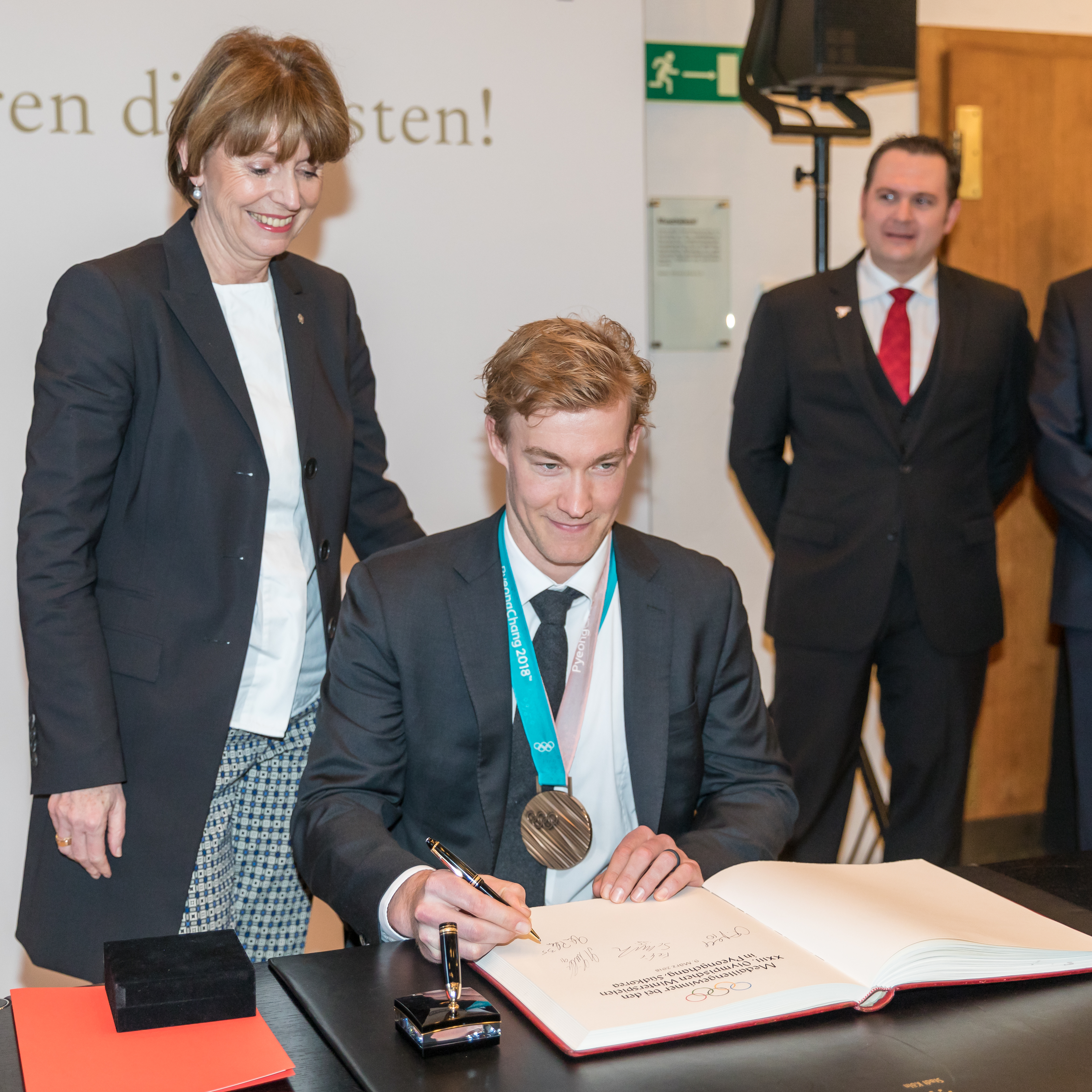
Peters beim Empfang der Medaillengewinner der XXIII. Olympischen Winterspiele im Rathaus Köln

| - 2004 Teilnahme am CHL Top Prospects Game - 2008 Teilnahme am ECHL All-Star Game - 2010 Teilnahme am AHL All-Star Classic | - 2013 Teilnahme am AHL All-Star Classic - 2018 Große Sportplakette der Stadt Köln |

### International
- 2018 Bronzemedaille bei den Olympischen Winterspielen

## NHL-Statistik
(Legende zur Torhüterstatistik: GP oder Sp = Spiele insgesamt; W oder S = Siege; L oder N = Niederlagen; T oder U oder OT = Unentschieden oder Overtime- bzw. Shootout-Niederlage; Min. = Minuten; SOG oder SaT = Schüsse aufs Tor; GA oder GT = Gegentore; SO = Shutouts; GAA oder GTS = Gegentorschnitt; Sv% oder SVS% = Fangquote; EN = Empty Net Goal; 1 Play-downs/Relegation; Kursiv: Statistik nicht vollständig)